# Calle de Alfonso I

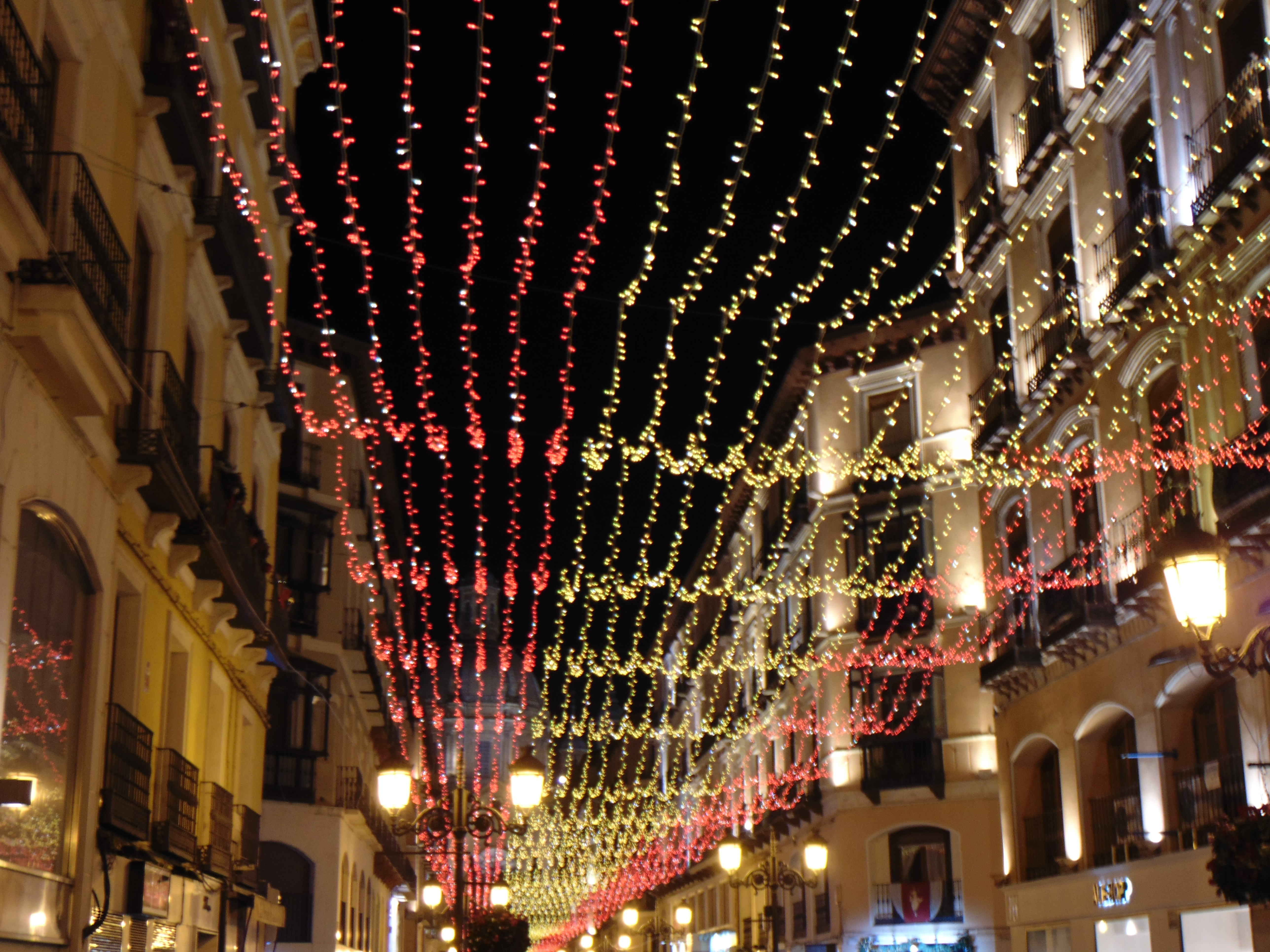
Vista de la Calle Alfonso

La calle Alfonso I de Zaragoza es una calle principal del Casco histórico de la ciudad. Comunica El Coso con la plaza del Pilar. La calle destaca por sus bonitos edificios, sus tiendas y por la panorámica que se observa de la Basílica del Pilar, de la cual se observa su cúpula central.

## Historia
La calle fue construida en 1865, cuando se decidió la apertura de la calle para mejorar la estética de la ciudad. Esto provocó que una gran cantidad de familias adineradas de la burguesía de la ciudad construyeran y ubicaran aquí sus viviendas.
Una de las ventajas fue que la apertura permitió al ayuntamiento obligar a los nuevos moradores de la zona a que construyeran sus casas de la misma estética, generándose un armónico paisaje urbano.